# Supercopa Russa de Voleibol Masculino de 2008
A Supercopa Russa de Voleibol Masculino de 2008 foi a 1.ª edição deste torneio organizado anualmente pela Federação Russa de Voleibol (em russo:  Всероссийская федерация волейбола, VFV). A competição ocorreu na cidade de Moscou e participaram do torneio a equipe campeã da Superliga Russa de 2007-08 e da Copa da Rússia de 2007.
O Dínamo Moscou conquistou o título inaugural da competição ao derrotar o Zenit Kazan por 3 sets a 0.

## Formato da disputa
O torneio foi disputado em partida única.

## Equipes participantes
| Equipe        | Cidade | Qualificação                          | Última participação |
| ------------- | ------ | ------------------------------------- | ------------------- |
| Zenit Kazan   | Cazã   | Campeão da Copa da Rússia de 2007     | Estreante           |
| Dínamo Moscou | Moscou | Campeão da Superliga Russa de 2008-09 | Estreante           |

## Resultado
| Data   | Hora |               | Placar |             | Set 1 | Set 2 | Set 3 | Set 4 | Set 5 | Total | Relatório |
| ------ | ---- | ------------- | ------ | ----------- | ----- | ----- | ----- | ----- | ----- | ----- | --------- |
| 20 set |      | Dínamo Moscou | 3–0    | Zenit Kazan | 25–18 | 25–20 | 25–23 |       |       | 75–61 | Resultado |

## Premiação
| Supercopa Russa de 2008           |
| --------------------------------- |
| Dínamo Moscou Campeão (1° título) |